# Sotkamo
Sotkamo is een gemeente in de voormalige Finse provincie Oulu en in de Finse regio Kainuu. De gemeente heeft een landoppervlakte van 2.648,97 km² en telt 10.354 inwoners (2022).